# Pilot Station
Ne doit pas être confondu avec Pilot Point.
Pilot Station est une localité d'Alaska aux États-Unis dans la Région de recensement de Wade Hampton. En 2010, il y avait 568 habitants.

## Situation - climat
Elle est située sur la rive nord-ouest du fleuve Yukon, à 18 km de St. Mary's et à 42 km à l'ouest de Marshall sur le delta du Yukon-Kuskokwim.
La moyenne des températures est de 28 °C en juillet et de −42 °C en janvier.

## Histoire
Le village s'est d'abord appelé Ankachak, et s'est ensuite déplacé en amont sur un site nommé Potiliuk. L'ancien village de Kurgpallermuit est situé à proximité. C'est un site historique, qui a été occupé pendant les guerres où se sont affrontés les Eskimos du Yukon et de la côte pour défendre l'accès à la rivière Kashunak. Une église russe orthodoxe a été construite vers 1900, et représente un des bâtiments les plus anciens de la région. Le village a été référencé pour la première fois en 1916. Il doit son nom aux pilotes des bateaux qui remontaient la rivière, dont c'était le quartier général.

## Économie
Le village n'offre que quelques emplois administratifs et les habitants y pratiquent aussi une économie de subsistance à base de chasse, de pêche et de la commercialisation des fourrures. Un aérodrome le dessert et permet les communications avec le reste de l'état.

## Démographie
| 1890 | 1920 | 1930 | 1940 | 1950 | 1960 |
| ---- | ---- | ---- | ---- | ---- | ---- |
| 103  | 145  | 87   | 39   | 52   | 219  |

| 1970 | 1980 | 1990 | 2000 | 2010 | - |
| ---- | ---- | ---- | ---- | ---- | - |
| 290  | 325  | 463  | 550  | 568  | - |

## Sources et références
- (en) CIS

- (en) Cet article est partiellement ou en totalité issu de l’article de Wikipédia en anglais intitulé « Pilot Station, Alaska » (voir la liste des auteurs).

1. ↑  « Statistiques des États-Unis - Alaska - Profils des communautés de 2010 » (consulté en novembre 2020)